# The Best of the Pink Floyd
The Best of the Pink Floyd – pierwsza kompilacja przebojów zespołu Pink Floyd z lat 1967-1969. Album został pierwotnie wydany tylko w Holandii przez EMI – Columbia i jest ceniony przez kolekcjonerów i fanów, gdyż zawiera wszystkie strony A i B wczesnych singli zespołu. Na okładce widnieje zdjęcie zespołu z Davidem Gilmourem, mimo że w znacznej części nagrań bierze jeszcze udział Syd Barrett.

## Lista utworów
Album zawiera:
| 1.  | „Chapter 24”              | 3:36  |
|     |                           |       |
| 2.  | „Mathilda Mother”[a]      | 3:03  |
|     |                           |       |
| 3.  | „Arnold Layne”            | 2:51  |
|     |                           |       |
| 4.  | „Candy and a Currant Bun” | 2:38  |
|     |                           |       |
| 5.  | „The Scarecrow”           | 2:07  |
|     |                           |       |
| 6.  | „Apples and Oranges”      | 3:01  |
|     |                           |       |
| 7.  | „It Would Be So Nice”     | 3:31  |
|     |                           |       |
| 8.  | „Paint Box”               | 3:27  |
|     |                           |       |
| 9.  | „Julia Dream”             | 2:28  |
|     |                           |       |
| 10. | „See Emily Play”          | 2:50  |
|     |                           |       |
|     |                           | 29:32 |
|     |                           |       |